# Lankrabě

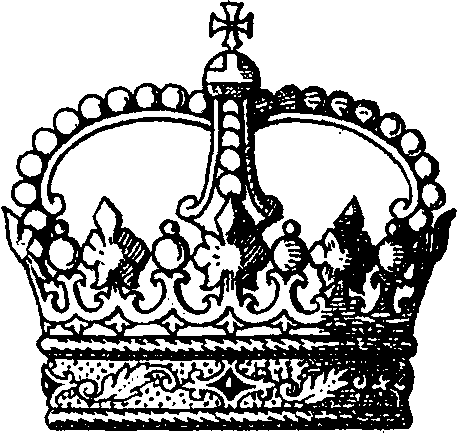
Heraldická koruna lankraběte

Lankrabě, řidčeji lantkrabě, lanckrabí, lantkrabí, zastarale landkrabě (německy Landgraf, nizozemsky landgraaf, francouzsky landgrave, latinsky comes magnus, comes patriae, comes provinciae, comes terrae, comes principalis, lantgravius) byl šlechtický titul, užívaný výhradně ve Svaté říši římské.
Jednalo se o hraběte, který podléhal přímo císaři, to jest nepodléhal žádnému vévodovi či knížeti, a byl tedy suverénní. Země, které vládl lankrabě, se nazývala lankrabství (lantkrabství). Lankrabě byl například vládce Hesenska, lankrabě hesensko-kasselský a hesensko-darmstadtský. První zmínka o tomto titulu pochází z roku 1086 a týká se vládce Dolního Lotrinska. Titul byl v pořadí významnosti mezi knížetem a hrabětem, nicméně jeho nositelé zasedali v kurii říšských knížat, spolu s církevními knížaty, bezprostředně podřízenými císaři.

## Lankrabství
Nejstarší lankrabství byla v Lotrinsku:
- Brabantsko – při zakládání opatství Affligem roku 1086 je Jindřich III. Lovaňský titulován jako comes patriae Bracbatensis
- Geldern – roku 1096 je uváděn Geralt III. jako Gerardus lantgrave
- Hochstaden – ve 12. století

Lankrabství ve Švábsku:
- Baar
- Breisgau
- Hegau und Madach
- Heiligenberg (Linzgau)
- Klettgau – lankrabství, na které se vztahuje jeden z titulů rodu Schwarzenbergů
- Nellenburg
- Sausenberg
- Stühlingen (Alpgau)

Lankrabství v nynějším Švýcarsku:
- Aarburgund
- Burgund, také Aar-nebo Kleinburgund – na pravém břehu řeky Aara, na sever a východ od Bernu, od 1252 langravius Burgundiae, později vévodství, patřilo Habsburkům do 17. století
- Buchsgau
- Frickgau
- Sisgau
- Thurgau
- Zürichgau

Ostatní lankrabství:
- Sundgau – v jižním Alsasku, jinak též "Lankrabství Horní Alsasko", od roku 1135 patřilo Habsburkům až do roku 1659
- Dolní Alsasko – přibližně dnešní department Bas-Rhin
- Hafferberg
- Hesensko
- Leuchtenberg
- Stefling
- Durynsko
- Leiningen im Wormsgau

- Leuchtenberg